# بيت براون (لاعب غولف)
بيت براون (بالإنجليزية: Pete Brown)‏ هو لاعب غولف أمريكي، ولد في 2 فبراير 1935 في بورت جيبسون في الولايات المتحدة، وتوفي في 1 مايو 2015 بسبب سكتة.

## وصلات خارجية
- بيت براون على موقع رابطة لاعبي الغولف المحترفين (الإنجليزية)